# شیفت (فیلم ۲۰۲۳)
شیفت (انگلیسی: The Shift) یک فیلم دلهره‌آور و علمی تخیلی آمریکایی در سبک فیلم مسیحی محصول سال ۲۰۲۳ به نویسندگی و کارگردانی براک هسلی با بازی کریستوفر پولاها، نیل مک‌دونا، الیزابت تابیش، رز رید، جان بیلینگزلی، پارا پاتل، جردن الکساندرا و شان آستین است. این اقتباس آزاد از کتاب ایوب است.
این فیلم در جشنواره فیلم ۱۶۸ در فایتویل، جورجیا در ۳ نوامبر ۲۰۲۳ یک نمایش اولیه داشت. این فیلم در ابتدا قرار بود در ژانویه ۲۰۲۴ در سینماها اکران شود، اما به ۱ دسامبر ۲۰۲۳ منتقل شد.

## خلاصه داستان
پس از برخوردی پرتنش با یک غریبه مرموز با قدرت‌های ماورایی، مردی به زمینی موازی، مستبد و لیبرال تبعید می‌شود، جایی که برای پس گرفتن زنی که دوستش دارد مبارزه می‌کند.

## ساخت
فیلمبرداری در ۳۰ ژانویه ۲۰۲۳ در بیرمنگام، آلاباما آغاز شد و به مدت شش هفته فیلمبرداری شد.

## بازخوردها
- در وب‌سایت جمع‌آوری نقد راتن تومیتوز از رای ۳۲ نقد منتقد، با میانگین امتیاز ۵ از ۱۰ است.
- تماشاگرانی که توسط سینماسکور مورد بررسی قرار گرفتند به فیلم نمره متوسط «B+» در مقیاس A+ تا F دادند، در حالی که آنهایی که توسط پست‌ترک در نظرسنجی شرکت کردند ۸۵٪ نمره کلی مثبت به آن دادند و ۶۹٪ گفتند که قطعاً فیلم را توصیه می‌کنند.
- این فیلم در آخر هفته افتتاحیه خود از ۲۴۵۰ سینما ۴٫۴ میلیون دلار به دست آورد و پس از فیلم حیوان در رده هشتم قرار گرفت.[۹]